# Robregordo
Robregordo è un comune spagnolo di 81 abitanti situato nella comunità autonoma di Madrid.